# Huey Newton

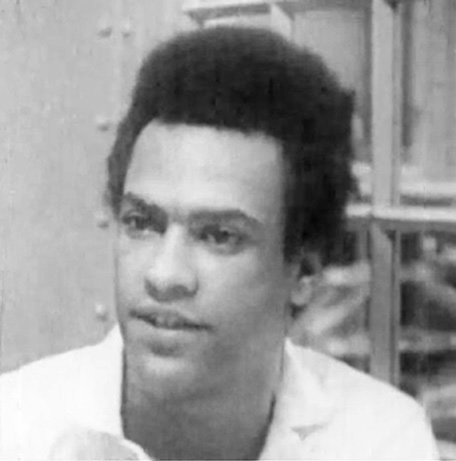
Huey Newton (etwa 1968)

Huey Percy Newton (* 17. Februar 1942 in Monroe, Louisiana; † 22. August 1989 in Oakland, Kalifornien) war neben Bobby Seale und Eldridge Cleaver eines der drei Gründungsmitglieder der Black Panther Party.

## Leben
Huey Newton wurde am 17. Februar 1942 in Monroe, Louisiana geboren. Er war das jüngste von sieben Kindern. Sein Vater, der seinen Sohn nach dem radikalen Politiker Huey P. Long benannte, war ein aktives Mitglied der National Association for the Advancement of Colored People (NAACP).
Seine Familie zog 1945 nach Oakland, Kalifornien, wo sie bessere Arbeitsmöglichkeiten sah. Dort musste die Familie häufig umziehen und lebte an der Armutsgrenze. Zeitweise musste Newton in der Küche schlafen, gehungert habe er aber nie, wie er später angab.
Huey Newton nahm am Merritt College ein Studium auf, wechselte allerdings später an das Oakland City College und an die San Francisco Law School und studierte hier Rechtswissenschaften. In dieser Zeit finanzierte er sein Studium und seine Grundversorgung durch Wohnungseinbrüche in Oakland und Beverly Hills. Er handelte noch einige Jahre in einem ambivalenten Verhältnis von zugeschriebener Kriminalität und politischen Aktivismus, da vor allem im Spiegel der rassistischen Gesetze dieser Ära politischer Aktivismus häufig mit delinquentem Verhalten gleichgesetzt wurde.
In seiner Zeit an der Oakland City School begann er, sich verstärkt für Politik zu interessieren und zu engagieren. Er wurde aktives Mitglied der Afro American Association und las die Werke von Frantz Fanon, Malcolm X, Mao Zedong und Che Guevara. Hier lernte er auch den Afroamerikaner Bobby Seale kennen, der die gleichen politischen Ziele verfolgte wie er selbst. Gemeinsam mit Seale beteiligte er sich 1965 in Merritt an der Organisation eines der ersten Universitätsseminare zu Black Studies, welches an einer nicht-HBCU stattfand.
Seale und Newton freundeten sich an und begannen ihre politische Arbeit für die Bürgerrechtsbewegung abzustimmen. Sie engagierten sich in der Nachbarschaft, hielten Reden an Straßenecken und in Cafés, und versuchten die afroamerikanische Gemeinde davon zu überzeugen, dass es nötig sei aktiv zu werden, wenn sie sich nicht weiter diskriminieren und benachteiligen lassen wollten.
Aus diesen Anfängen entwickelte sich bald die Idee zur Gründung einer Partei. Bereits 1966 gründeten sie die Black Panther Party for Self-Defense (BPP), mit Bobby Seale als Parteivorsitzendem und Huey Newton als Verteidigungsminister. Inhaltlich orientierte sich die BPP an sozialistischen sozial- und wirtschaftspolitischen Vorstellungen.
Newton und Seale beschlossen, der Gewalt der Oaklander Polizei gegenüber Schwarzen ein Ende zu machen. Durch sein Studium kannte Newton sich mit den Waffengesetzen von Kalifornien sehr gut aus und wusste, dass es jedem US-amerikanischen Bürger gestattet war, in der Öffentlichkeit Waffen mit sich zu führen, solange diese sichtbar getragen werden. Die Black Panthers begannen, sich zu bewaffnen und Patrouillen zu stellen, die die Polizei überwachten, und ihre „Brüder“ vor weiteren Übergriffen zu schützen.
Zusätzlich zu den Patrouillen verfassten Seal und Newton das 10-Punkte-Programm der Black Panther Party, das stark durch Newtons maoistischen Einfluss geprägt wurde (siehe Black Panther Party).
Mit dem – national wie international – medialen Bedeutungsanstieg der Black Panther Party begann das FBI in ihr eine ernsthafte Bedrohung des Staates zu sehen. Das FBI begann mit nachrichtendienstlichen Mitteln, welche sich auf vier Vorgehensweisen stützten (Unterwanderung, Psychoterror, Repression und Gewalt) – der Name des Programms lautete COINTELPRO –, gegen die Black Panther vorzugehen. Newton wurde 1968 zu 15 Jahren Haft wegen des Mordes an einem Polizisten in Oakland verurteilt. Zu Beginn seiner Haftzeit musste er eine Liste mit höchstens zehn Personen einreichen, diese sollten die einzigen sein, die ihn besuchen durften. Nach 22 Monaten Haft (Einzelhaft) in der kalifornischen Men’s Colony in San Luis Obispo wurde die Anklage in einer Neuaufnahme des Verfahrens fallengelassen.
Newton besuchte 1971 China, hier traf er sich mit Premier Zhou Enlai und Jiang Qing, der Ehefrau Mao Zedongs, die ihm politisches Asyl anboten. 1973 veröffentlichte Huey Newton seine Autobiografie mit dem Titel Revolutionary Suicide (Revolutionärer Selbstmord).
Die US-Polizei erhob 1974 erneut Anklage gegen Newton, unter anderem wegen Mordes an Kathleen Smith, einer 17-jährigen Prostituierten. Newton erschien nicht zum Gerichtstermin. Seine Kaution verfiel, ein neuer Haftbefehl wurde erlassen und Newton fand sich auf der FBI-Liste der meistgesuchten mutmaßlichen Straftäter wieder. Er floh nach Kuba, wo er drei Jahre im Exil verbrachte. Er kehrte 1977 in die Vereinigten Staaten zurück, um sich den Anklagepunkten zu stellen. Er sagte, dass sich das Klima in den Vereinigten Staaten gebessert habe und dass er der Meinung sei, einen fairen Prozess zu bekommen. Er wurde in allen Punkten der Anklage freigesprochen.
Im Jahr 1980 erlangte er seinen Ph.D. in Geschichte an der University of California, Santa Cruz, mit einer Dissertation zu: War Against the Panthers: A Study of Repression in America.
Am 22. August 1989 wurde Newton in Oakland von drei Kugeln der 9-Millimeter-Pistole des 24-jährigen Drogendealers Tyrone Robinson, einem Mitglied der Black Guerrilla Family, getroffen und starb am selben Tag.

## Künstlerische Rezeption
In der Musikbranche
Die Erinnerung an Newton wurde von zahlreichen schwarzen Musikern wachgehalten, so zum Beispiel in:
Changes von Tupac Shakur, Welcome to the Terrordome von Public Enemy, Queens Get the Money von Nas, Sunny Kim von Andre Nickatina, Just a Celebrity von The Jacka, Same Thing von Flobots, Dreams, Gangbangin’ 101, Murder und 911 Is a Joke (Cop Killa) von The Game, You Can’t Murder Me von Papoose, Police State, Propaganda, We Want Freedom, Malcolm, Garvey, Huey von Dead Prez.
In der Theater- und Filmbranche
1996 wurde das Theaterstück A Huey P. Newton Story von Roger Guenveur Smith aufgeführt. 2001 verfilmte Spike Lee das Ein-Personen-Theaterstück.
AppleTV ließ mit The Big Cigar eine Miniserie über Newtons Flucht nach Kuba produzieren. Die Miniserie wurde im Jahr 2024 veröffentlicht.

## Werke (Auswahl)
- To Die for the People: The Writings of Huey P. Newton. Random House, New York 1972, ISBN 0-394-48085-6.
- Revolutionary Suicide. Harcourt Brace Jovanovich, New York 1973, ISBN 0-15-177092-1. Neudruck: Penguin Classics, 2009. ISBN 978-0-14-310532-9 (Print); ISBN 978-1-101-14047-5 (E-Book)
- Insights and Poems. City Lights Books, San Francisco 1975, ISBN 0-87286-079-5.
- War Against the Panthers: A Study of Repression in America. Black Classic Press, 1996, ISBN 0-86316-246-0 (Newtons Dissertation).
- Black Panther Party (Hrsg.): Essays from the Minister of Defense. Oakland 1968 (Online-Version [PDF; 972 kB] Pamphlet).
- The Genius of Huey P. Newton. Awesome Records, 1993, ISBN 1-56411-067-2 (Online-Version [PDF; 9,1 MB] Neudruck).
- Black Panther Party (Hrsg.): The original vision of the Black Panther Party. 1973.
- Huey Newton talks to the movement about the Black Panther Party, cultural nationalism, SNCC, liberals and white revolutionaries. Alexander Street Press, San Francisco 1968.
- David Hilliard (Hrsg.): The Huey P. Newton Reader. Seven Stories Press, New York 2002, ISBN 1-58322-466-1 (Sammlung diverser Schriften Newtons).
- Selbstverteidigung. Verl. Roter Stern, Frankfurt/M. 1971 (amerikanisches Englisch: On Self Defense.).